# Grevillea lavandulacea
Espèce
Classification phylogénétique
Synonymes
- Grevillea rogersii Maiden

Grevillea lavandulacea est une espèce de plantes à fleurs de la famille des Proteaceae. C'est un arbuste endémique au sud-est de l'Australie-Méridionale et à l'ouest et au centre du Victoria en Australie.
Il atteint généralement entre 0,2 et 1,5 mètre de hauteur.
L'espèce a été décrite pour la première fois par le botaniste Diederich Franz Leonhard von Schlechtendal dans la revue Linnaea en 1847.

## Sous-espèces
- G. lavandulacea subsp. lavandulacea
- G. lavandulacea subsp. rogersii